# Hotočina
Hotočina (cyr. Хоточина) – wieś w Bośni i Hercegowinie, w Republice Serbskiej, w mieście Sarajewo Wschodnie, w gminie Pale. W 2013 roku liczyła 82 mieszkańców.